# 古姆15
古姆15是在古姆星表中的一個星雲，位於船帆座，距離地球大約3,000光年。它的形狀是由它的內部和周圍流動，強勁且具有侵蝕性的恆星風造成的。星雲中心的亮星HD 74804，是一顆雙星。